# Hermagoras sigillatus
Hermagoras sigillatus är en insektsart som först beskrevs av Brunner von Wattenwyl 1907.  Hermagoras sigillatus ingår i släktet Hermagoras och familjen Phasmatidae. Inga underarter finns listade i Catalogue of Life.